# Franc Močnik (duhovnik)
Franc Močnik, slovenski rimskokatoliški duhovnik, profesor matematike in fizike ter kulturni delavec, * 26. september 1907, Idrija, † 4. november 2000, Gorica.

## Življenje in delo
Močnik je v letih 1925−1930 študiral matematiko na Znanstveni fakulteti v Bologni in prav tam 1934 tudi doktoriral. Študij bogoslovja pa je končal v Gorici in bil tam 1937 posvečen. V letih 1934−1943 je služboval v župnijah Črni Vrh nad Idrijo in Vrtojba ter bil stolni vikar v Gorici, kjer je tudi poučeval matematiko na liceju in učiteljišču. Po 2. svet. vojni je bil apostolski administrator jugoslovanskega dela goriške nadškofije in hkrati župnik v Solkanu. Leta 1947 se je moral umakniti v Gorico, kjer je nato 20 let poučeval matematiko in fiziko na slovenski državni gimnaziji ter bil hkrati prefekt v Alojzivišču in od 1967 tudi njegov ravnatelj. Leta 1972 je bil imenovan za prvega odgovornega za slovensko pastoralno središče v Gorici.
Močnik je bil osrednja osebnost slovenskega katoliškega življenja na Goriškem; med drugim je bil od 1953 do 1981 predsednik goriške Mohorjeve družbe, ki je začela pod njegovim vodstvom izdajati Primorski slovenski biografski leksikon. Od leta 1955 do leta 1993 je bil tudi odgovorni urednik tednika Katoliški glas. Uveljavil se je tudi kot pisec srednješolskih učbenikov za fiziko. Leta 1963 mu je papež podelili častni naziv monsignor.